# Fagonia mollis
Fagonia mollis är en pockenholtsväxtart som beskrevs av Del.. Fagonia mollis ingår i släktet Fagonia och familjen pockenholtsväxter.

## Underarter
Arten delas in i följande underarter:
- F. m. densiglandulosa
- F. m. hispida